# Agustín Abadía
Agustín Abadía Plana (Binéfar, 15 aprile 1962) è un ex calciatore e allenatore di calcio spagnolo.
Soprannominato el Tato, in attività giocava nel ruolo di centrocampista. Con 243 presenze e 13 gol segnati in campionato è uno dei giocatori più rappresentativi della squadra del CD Logroñés.

## Carriera

### Club
Agustín Abadía ha iniziato la sua carriera da calciatore nel CD Binéfar, con cui ha giocato dal 1980 al 1985. Successivamente si è trasferito al CD Logroñés, con cui ha collezionato 114 presenze e 7 reti tra il 1985 e il 1989, contribuendo alla promozione del club in Primera División.
Nella stagione 1989-1990 ha militato nell’Atlético Madrid, per poi fare ritorno al CD Logroñés dal 1990 al 1993, aggiungendo altre 93 presenze e 7 gol al suo bottino. Dal 1993 al 1996 ha indossato la maglia del SD Compostela, disputando 87 partite e segnando 4 reti.
Ha chiuso la carriera professionistica con un’ulteriore esperienza al CD Logroñés (1996-1997) e infine al CD Binéfar, dove ha giocato fino al 1999.

### Allenatore
Terminata l’attività da calciatore, ha intrapreso la carriera di allenatore, partendo proprio dal CD Binéfar. In seguito ha guidato diverse squadre tra cui CD Logroñés, Girona FC, CD Calahorra e SD Logroñés.